# Maistre Jhan
Maistre Jan, né vers 1485 et mort en octobre 1538, est un compositeur français de la Renaissance, essentiellement actif à Ferrare en Italie. Personnage énigmatique dont on sait peu de chose, il est l'un des compositeurs les plus précoces de madrigaux, ainsi qu'un des musiciens majeurs de la cour d'Este au début du XVIe siècle.

## Biographie
On ne sait rien du début de sa vie, si ce n'est son origine française. Il est mentionné pour la première fois dans les registres de la cour d'Este en qualité de Metre Gian, cantor francexe (Maistre Jehan, chanteur français). Il reçoit son premier paiement de la Maison d'Este en 1512 ; il y reste travailler jusqu'à sa mort vingt-six ans plus tard. Pendant cette période, comme l'attestent le nombre de dédicaces lui étant adressées et les commentaires élogieux dans les registres, il a dû recevoir tous les honneurs. Il y est maître de chapelle (maestro di cappella) pour une durée inconnue. Plusieurs des compositeurs qui lui sont contemporains, dont l'influent théoricien de la musique Adrian Petit Coclico, le citent en tant que compositeur expert.
Plusieurs compositeurs, avec un nom similaire, sont confondus avec Maistre Jhan. Le musicologue belge pionnier du XIXe siècle François-Joseph de Fétis l'a confondu avec Jhan Gero. Les registres de Ferrare semblent l'identifier avec Jehan le Cocq et Johannus Gallus, ces deux noms ayant été depuis identifiés comme désignant deux personnes distinctes. Un Maistre Jhan, connu à Vérone, s'est avéré être Jan Nasco.

## Œuvre et influence
Célèbre de son vivant, l'œuvre de Jhan a depuis en grande partie sombré dans l'oubli. Il a composé dans la majeure partie des genres en vogue au début du XVIe siècle, dont, pour la musique vocale et sacrée, des messes (une seule nous est parvenue), des motets, et des lamentations. En style, ses œuvres sacrées sont semblables aux productions de Josquin des Prés (mort en 1521), alternant imitation et homophonie. La messe de Jhan qui nous est parvenue, relevant du cantus firmus, a été composée pour l'accession au titre de duc d'Hercule II d'Este en 1534.
La musique profane de Jhan comprend des madrigaux et au moins une chanson. Ses madrigaux sont publiés dans des ouvrages entre 1530 et 1550. Cinq d'entre eux, publiés en 1530 avec des compositions de Philippe Verdelot, font partie du premier recueil de madrigaux publié comme tel. En 1542, trois de ses madrigaux apparaissent aux côtés d'œuvres de compositeurs tels que Costanzo Festa, Francesco Corteccia et Hubert Naich. Le style de ses œuvres est similaire à celui de Verdelot, et représente la période la plus précoce du genre, avant qu'il ne développe son identité particulière,.

### Thèse universitaire
- (it) Camilla Cavicchi, Maistre Jhan alla corte degli Este (1512-1538), Alma Mater Studiorum - Université de Bologne, 2006